# Officiers de loge maçonnique
Les officiers de loge maçonnique sont les francs-maçons membres d'une loge maçonnique, désignés par leurs frères ou nommés afin d'accomplir les offices nécessaires à la vie et au travail d'un atelier maçonnique. La liste et le nombre de fonctions peuvent varier d'une obédience à l'autre, bien qu'un grand nombre de facteurs soient communs à tous. Chaque office revêt tout autant une fonction active que symbolique, qui s'inscrit dans la compréhension d'un parcours maçonnique. Les offices des loges bleues (trois premiers degrés) et de la craft masonry anglaise sont utilisés également dans les tenues des obédiences maçonniques et leur nom est précédé le plus souvent par l'adjectif grand.

## Historique
Les premiers documents anglais connus n'évoquent que les fonctions de « maître de la loge » et de « surveillant ». C'est en France, de 1735 à 1737, que le collège des officiers — le plus souvent limité à trois — voit apparaître en son sein de nouveaux offices. Les comptes rendus de la loge « Coustos » témoignent de la présence d'un « secrétaire » et d'un « trésorier ». Le frère qui circule dans la loge devient le « maître des cérémonies ». « L'orateur » apparaît également à cette époque, viennent ensuite les offices de « frère préparateur », futur couvreur et surtout de « frère terrible », futur grand expert. En 1750, le collège des officiers des loges françaises ressemble à peu de chose près à celui contemporain. La maçonnerie anglo-saxonne s'est distinguée des pratiques françaises, notamment par les loges pratiquant le Rite émulation et les rôles et offices de Stewart et de Diacre.

## Officiers
Les travaux d'une loge ne peuvent se tenir, en terme maçonnique « s'ouvrir », si sept membres au moins titulaires du grade de maître ne peuvent assumer un certain nombre de fonctions. Chaque officier porte durant la tenue un sautoir orné d'un attribut symbolique propre à sa fonction. Dans la tradition française, le collège des officiers se compose de dix membres.

### Vénérable
Le vénérable maître dirige les travaux de la loge. Son attribut est l'équerre. Les constitutions d'Anderson, ne connaissant que deux grades (apprenti et compagnon), parlent du « maître » ou du « maître de loge » comme président de la « loge particulière ». La création et le développement du grade de maître amena la confusion et obligea l'usage à distinguer le maître — titulaire des trois grades maçonniques — du maître de loge — vénérable à proprement parler. D'après l'auteur Henri-Félix Marcy, le terme de vénérable a une origine purement française qui s'est introduit dans l'usage des loges françaises durant la grande maîtrise de Louis de Bourbon-Condé, comte de Clermont.

### Premier surveillant
Le premier surveillant a la charge de l'instruction des compagnons, il donne la parole sur sa colonne, avec l'autorisation du vénérable. Dans certains rites, il remplace le vénérable maître si besoin est. Son attribut est le niveau.

### Second surveillant
Le second surveillant a la charge de la formation des apprentis et donne la parole sur sa colonne et selon les rites avec l'autorisation du vénérable. Son attribut est le fil à plomb ou perpendiculaire.

### Secrétaire
Le secrétaire se charge des formalités et est chargé de dresser le procès-verbal de la réunion qu'on appelle « tenue », en relevant les points importants comme les planches, les débats, les votes, le tronc de la veuve, les invitations et les interventions. Il assure les relations administratives avec l'obédience . Son attribut est la plume simple ou double en sautoir selon les traditions. Il est placé à la droite du vénérable au Rite écossais ancien et accepté et au Rite français, et à sa gauche au Rite émulation, mais toujours sous le symbole de la lune.

### Trésorier
Le trésorier est dépositaire du « trésor » de la loge ou atelier, alimenté par les frais d'abonnement ou capitations des membres et qui se charge de la gestion financière. Son attribut est deux clés croisées.

### Hospitalier
L'hospitalier ou « élémosinaire », prend aussi le nom  d'« aumônier » dans la tradition française des modernes, il est d'une part dépositaire du tronc de la veuve alimenté par les dons des frères et d'autre part chargé des actions charitables de la loge ou atelier. Il se tient informé de tout problème de santé frappant un membre de la loge, à qui il peut venir en aide ou en référer aux autres membres de l'atelier. Son attribut est une bourse ou encore un cœur enflammé.

### Expert
L'expert, ou grand expert, au Rite écossais ancien et accepté et à ceux qui s'en inspirent, est chargé de veiller au bon déroulement du rituel et à la mise en conformité du temple maçonnique à l'ouverture et la fermeture de la tenue, selon le grade auquel elle se tient, et plus particulièrement en ce qui concerne la lumière, la disposition des différents symboles, le tracé du tapis de loge, etc. Son attribut est un œil et un glaive croisé avec une règle. Au Rite français moderne et à ceux qui en dérivent, l'expert porte le nom de « terrible » pendant les tenues ordinaires où il fait office de couvreur, et ne devient expert que lors des initiations ou des élévations. Son attribut est deux glaives en sautoir.

### Architecte
Architecte ou architecte préparateur. Dans les offices du  Rite français moderne, il veille à la mise en conformité et l'illumination du temple selon le grade, il a également la responsabilité de préparer les profanes ou les candidats à une élévation. Son attribut est un rouleau de parchemin. Gardien du rite, l'office est tenu par le vénérable passé ou à défaut par un ancien vénérable. Il remplace le vénérable si besoin est.

### Maître des cérémonies
Le maître des cérémonies est l'ordonnateur de la tenue. Il peut porter un bâton de cérémonie ou un glaive et il accompagne tout participant amené à se déplacer dans le temple. Il  règle les cérémonies d'initiation. Son attribut consiste en deux glaives croisés avec une canne ou selon les rites de tradition momoderne :n glaive.

### Couvreur
Le couvreur est l'officier chargé symboliquement d'écarter les profanes ou curieux éventuels. Au Rite écossais ancien et accepté et ceux qui en dérivent, il est placé seul entre les surveillants, c'est généralement un ancien vénérable, cela symbolise l'humilité de celui qui a connu le pouvoir et qui désormais exerce la charge la plus modeste de l'atelier. Son attribut est le glaive. Dans les rites issus des modernes, c'est le « terrible » qui assume cette fonction, il est placé à la gauche du 1er surveillant, son attribut est deux glaives en sautoir.

### Orateur
À ces officiers s'ajoute, dans la tradition française, un orateur, chargé de veiller aux respects des lois, des règlements (règlement général de l'obédience et règlement particulier de la loge ou atelier) et des traditions. Garant de la régularité des travaux il donne ses conclusions sur ceux-ci et peut parler au nom de la loge. Il présente les conclusions d'une tenue et prononce les allocutions de bienvenue aux récipiendaires des trois grades. Son attribut est le volume de la loi.

### Autres spécialisations
On dénombre encore d'autres spécialisations, le frère musicien nommé maître de la colonne d'harmonie, qui rythme la tenue avec des intermèdes musicaux en fonction de la personnalité des intervenants et du thème des travau. Le responsable des agapes nommé maître des banquets. Outre ces deux offices traditionnels, il existe souvent la fonction de bibliothécaire ou archiviste ainsi que celle de porte-étendard.

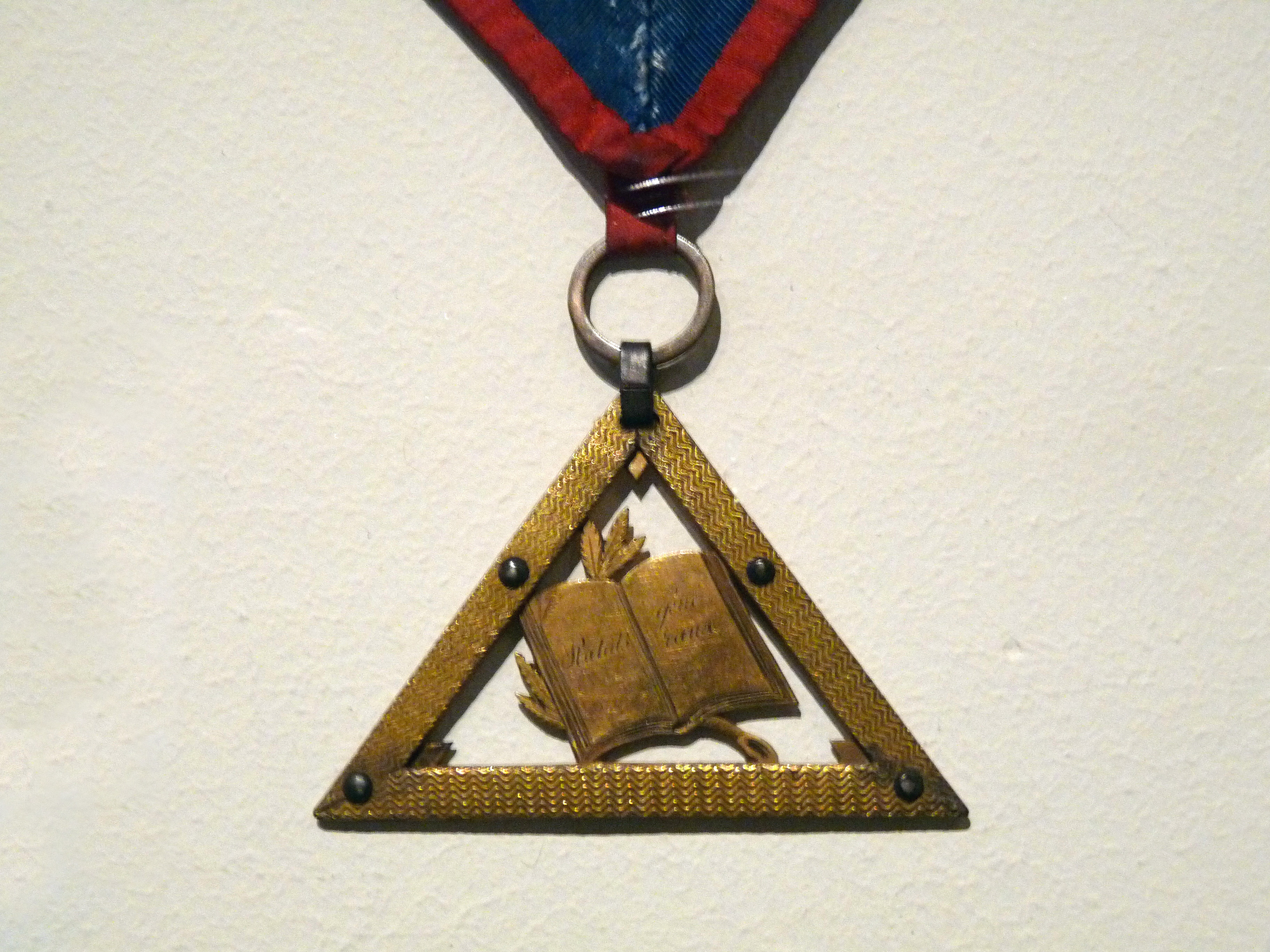
Bijoux du sautoir de l'orateur.
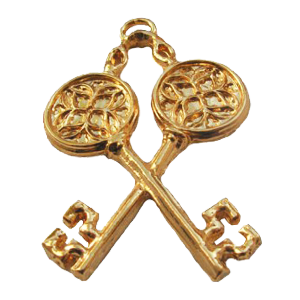
Les deux clés croisées, attribut du trésorier.
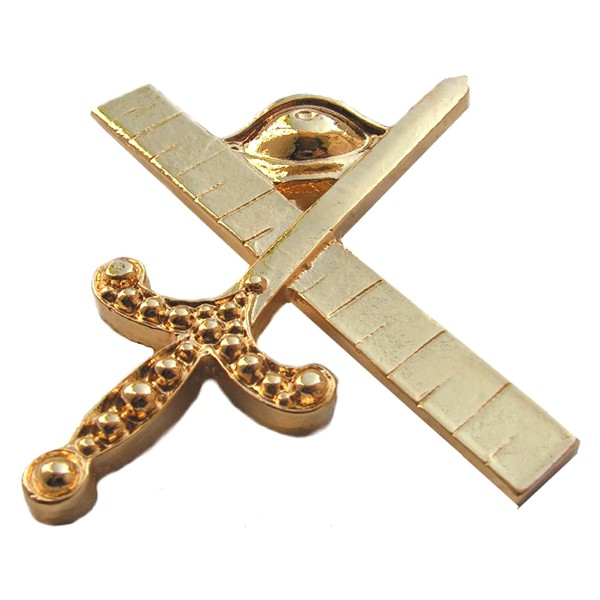
L'épée ou dague posée sur la règle graduée, surmontés d'un œil, bijou de l'expert.
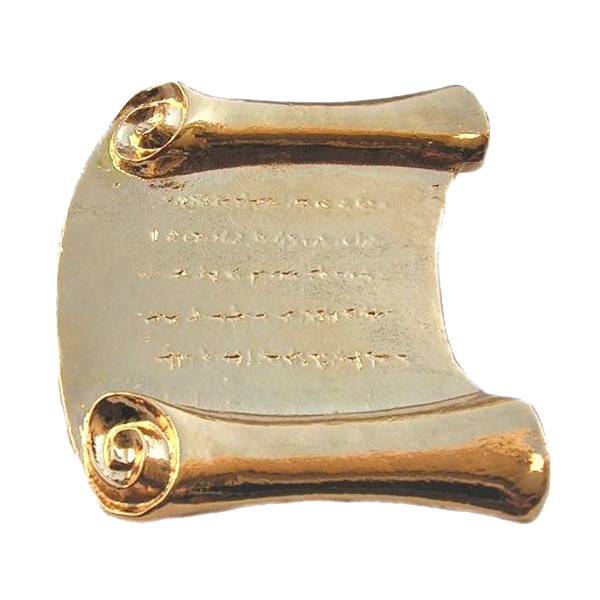
Parchemin, attribut de l'historien au Rite écossais ancien et accepté et de l'architecte au Rite français moderne.
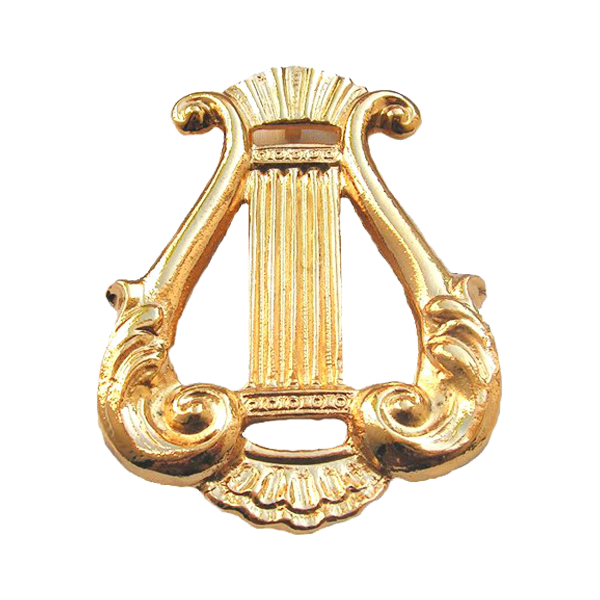
Bijou de maître colonne d'harmonie.

## Féminisation des titres
La féminisation des titres des officiers est un sujet qui anime loges et obédiences mixtes. Le sujet est parfois considéré comme polémique et voit des positions quelquefois tranchées en faveur ou en défaveur de cette féminisation. Les détracteurs de la proposition avancent souvent des arguments ayant trait au respect des traditions ou du respect de « l'égalité la plus parfaite ».